# Kristin Jonsson
Kristin Jonsson, född 15 mars 1974, är en svensk före detta fotbollsspelare (anfallare).
Jonsson representerade på klubbnivå Sunnanå SK. Hon spelade 12 A-landskamper (2 mål) för Sverige, och var med i Sveriges trupp i EM 1997. Hon avslutade fotbollskarriären efter säsongen 1997, bara 23 år gammal. Senare har hon arbetat som busschaufför och undersköterska.